# 文史月刊
《文史月刊》，原名《山西文史资料》，是山西省政协主管、山西省政协文史资料委员会主办的文史类杂志，每月出刊，16开。

## 沿革
《山西文史资料》创刊于1961年10月，起初不定期出刊，至1966年因文化大革命被迫停刊。1978年2月，杂志复刊，复刊后差不多每年出版4期。1984年之后，改为双月刊，每年出版6期。截至2000年，杂志共出刊144期，刊登史料近两千万字。2000年，为适应市场经济要求，并将重点由军政史料转向军政、经济史料，由中华人民共和国成立前的史料转向成立之后的史料，杂志改为月刊，并将一直使用的大32开改为16开。2001年，《山西文史资料》改名为《文史月刊》。